# Sarsameira peresi
Sarsameira peresi är en kräftdjursart som beskrevs av Nicolaus Gustavus Bodin 1970. Sarsameira peresi ingår i släktet Sarsameira och familjen Ameiridae. Inga underarter finns listade i Catalogue of Life.